# Frente Popular (Mauritania)
El Frente Popular de Mauritania (en francés: Front Populaire Mauiritanien) es un partido político mauritano de tendencia socialista fundado en 1999. Defiende la democracia y el pluripartidismo.
Fue ilegal hasta las elecciones parlamentarias de 2006, donde obtuvo un escaño en la Asamblea Nacional en la primera vuelta. En las elecciones presidenciales de 2007, presentó como candidato a su líder, Chbih Uld Cheij Melainine, antiguo Ministro con Ould Taya, que sólo obtuvo 2100 votos (el 0,28% del total de votos válidos). En las elecciones al Senado de Mauritania en 2007 no obtuvo representación.